# Sugar Ray Robinson
Walker Smith Jr., més conegut com «Sugar Ray Robinson» (Ailey, Geòrgia, 3 de maig de 1921-Culver City, Califòrnia, 12 d'abril de 1989), fou un boxador professional nord-americà. Va estar actiu a les dècades de 1940 i 1950, i va combatre en els pesos mitjans i wèlter. Va ser incorporat al Saló Internacional de la Fama de la Boxa l'any 1990.
Com a boxador aficionat va aconseguir un rècord de 85 victòries per cap derrota, sent 69 de les seves victòries per knockout i 40 d'aquestes van acabar en el primer assalt. L'any 1940 es fa professional a l'edat de 19 anys i ja a l'any 1951 tenia un rècord de 128 victòries, una derrota (davant Jake LaMotta) i dos empats, amb 84 KO's. Va mantenir el títol del món del pes wèlter des de 1946 fins a 1951 i va guanyar el títol del pes mitjà també l'any 1951. A l'any següent es va retirar, però va tornar, per recuperar el títol del pes mitjà l'any 1955, convertint-se més tard en el primer boxador de la història a guanyar per cinquena vegada un campionat del món, en tornar a guanyar el títol mitjà l'any 1958. Va ser nomenat boxador de l'any dues vegades durant els prop de 26 anys de carrera esportiva.
Robinson va ser nomenat el millor boxador del segle XX per Associated Press. ESPN.COM el va assenyalar com el millor boxador de la història l'any 2007. La revista The Ring ho va nomenar «el millor boxador lliura per lliura de tots els temps» l'any 1997, i també «Lluitador de la Dècada» en els anys 1950. Muhammad Ali va considerar a Robinson com el millor boxador lliura a lliura de tots els temps. Van opinar igual altres boxadors com Joe Louis o Sugar Ray Leonard.

## Biografia

### Vida familiar
Robinson va néixer amb el nom de Walker Smith Jr. a Ailey, Geòrgia (segons s'indica en el seu certificat de naixement) o a Detroit, Míchigan (segons relata en la seva autobiografia), fill de Walker Smith Sr. i Leila Hurst. Robinson va ser el més jove de la família, ja que la seva germana gran, Marie, va néixer el 1917 i la seva altra germana, Evelyn, va néixer l'any 1919.
Robinson es va casar per primera vegada quan tenia setze anys i va tenir un fill abans de divorciar-se als 19 anys. La seva segona esposa, Edna Mae Holly, era una ballarina que va actuar en el Cotton Club i que va viatjar a Europa amb Duke Ellington i Cab Calloway l'any 1940. Segons Robinson, la va conèixer en una piscina que ell freqüentava després dels seus entrenaments i intentant aconseguir la seva atenció la va empènyer a l'aigua fent creure que havia estat un accident. Poc després van començar a sortir i es van casar l'any 1943, van tenir un fill anomenat Ray Robinson Jr. i es van divorciar el 1960.
L'abril de 1959 la germana gran de Robinson, Marie, va morir de càncer als 41 anys.
L'any 1965, Robinson es va casar per tercera vegada amb Millie Wiggins Bruce, que era alguns anys més gran que ell, i es van instal·lar a Los Angeles. Quan Robinson estava malalt amb diverses malalties, el seu fill va acusar Millie de controlar-lo sota la influència de la medicació. Segons Ray Robinson Jr., quan la mare de Robinson va morir, aquest no va poder acudir a l'enterrament perquè Millie el drogava i controlava. No obstant això, Robinson havia estat hospitalitzat el dia abans de la mort de la seva mare a causa de l'agitació, la qual li causava una elevació de la tensió arterial. Robinson Jr. i Edna Mae també van afirmar que van ser allunyats de Robinson per Millie durant els últims anys de la seva vida.

### Joventut
El seu pare era agricultor de cotó, cacauet i blat de moro en una granja, a Geòrgia, però després va traslladar a la seva família a Detroit, on va treballar en la construcció. Segons Robinson, el seu pare treballava en dues ocupacions per poder sustentar a la família, i segons comentava s'havia d'aixecar a les sis del matí i tornava a mitjanit cada dia excepte el diumenge, que era l'únic dia que el podia veure.
Els seus pares es van separar i Robinson se'n va anar amb la seva mare a Harlem, un barri de Manhattan a la ciutat de Nova York, quan ell tenia 12 anys. Aspirava a ser doctor, però va deixar els estudis en el novè grau i va canviar el seu objectiu, per ser boxador. Amb 14 anys va intentar entrar en el seu primer torneig de boxa, però per participar era necessari obtenir un carnet de soci de l'AAU. Aquest carnet sol es podia obtenir amb 16 anys, per la qual cosa va enganyar a l'AAU prenent el nom i el carnet del seu amic Ray Robinson. Més endavant el futur entrenador George Gainford diria del seu estil: «és dolç com el sucre (sugar, en anglès)», per la qual cosa el seu nom a partir de llavors seria "Sugar" Ray Robinson.
Robinson idolatrava a Henry Armstrong i a Joe Louis; de fet va viure en el mateix bloc que Louis a Detroit quan Robinson tenia onze anys i Louis 17. Robinson va relatar més endavant en la seva autobiografia que va quedar desconsolat en veure a Louis perdre davant l'alemany Max Schmeling l'any 1936. Fora del quadrilàter va tenir problemes en la seva joventut en veure's embolicat en baralles de carrer a més de casar-se als 16 anys per divorciar-se als 19 després de tenir un nen. Va acabar la seva carrera com a afeccionat amb un rècord de 85 victòries per cap derrota amb 69 knockouts, incloent-hi 40 en el primer assalt. També va aconseguir guanyar els Guants d'Or de l'any 1939 en el pes ploma, a més d'aconseguir el títol de l'organització en pes lleuger l'any 1940.

### Professional

#### Inicis
Robinson va fer el seu debut com a professional el 4 d'octubre de 1940 guanyant en el segon assalt per KO a Joe Echevarria. Després d'aquesta victòria va boxejar cinc vegades més durant l'any 1940 guanyant en totes elles (quatre per knockout). L'any 1941, va realitzar vint combats entre els quals va derrotar el campió del món Sammy Angott, al futur campió Marty Servo i a l'anterior campió Fritzie Zivic.
El combat entre Robinson i Angott es va realitzar per sobre del pes lleuger a causa que Angott no volia arriscar-se a perdre el títol, per la qual cosa Robinson va guanyar el combat però no el títol mundial. El combat contra Zivic es va realitzar davant 20.551 persones en el Madison Square Garden, la qual cosa va significar un dels esdeveniments més concorreguts de l'època. Robinson va guanyar els primers cinc assalts (segons Joseph C. Nichols del The New York Times), Zivic va contrarestar en el sisè i setè, Robinson va controlar els dos següents assalts i tenia a Zivic trontollant en el novè, però després d'un desè assalt igualat, Robinson va ser anunciat com el guanyador en les tres targetes dels jutges.
El gener de 1942, es va produir la revenja del combat davant Zivic, en el dècim assalto aquest va ser noquejat i Robinson va guanyar-lo per segona ocasió. Aquest KO va ser el segon en la carrera de Zivic després de 150 combats, l'havia fet caure en el novè i en el desè assalt abans que l'àrbitre parés el combat davant les protestes de la cantonada de Zivic per la decisió. No obstant això James P. Dawson, del The New York Times, va declarar que el combat havia estat una matança. Després d'aquest combat Robinson va guanyar quatre combats consecutius per KO abans de derrotar en la revenja a Marty Servo per decisió el maig de 1942. A continuació va guanyar tres baralles més, per enfrontar-se després a l'octubre i per primera vegada a Jake LaMotta, un dels seus rivals més acèrrims durant la resta de la seva carrera. Robinson va derrotar a LaMotta per decisió unànime amb un pes de 145 lliures, per les 157.5 de LaMotta, a causa del gran control que va fer Robinson dels seus cops des de l'exterior. Després Robinson va guanyar quatre baralles més, des del 19 d'octubre al 14 de desembre, incloent-hi dos davant Izzy Jannazzo i una davant LaMotta pel que va ser guardonat en 1942 amb el premi de millor boxador de l'any gràcies a les 14 victòries que va obtenir, sense perdre ni una.
Robinson va acumular un rècord de 40 victòries sense derrotes abans de perdre per primera vegada davant LaMotta en 10 assalts en la baralla de revenja. LaMotta amb 16 lliures (7.3 quilograms) de pes més que el seu rival va tombar en el vuitè assalt a Robinson i va guanyar la baralla per decisió gràcies al fet que la campana va salvar a Robinson quan el compte estava en nou. La baralla es va produir a l'antiga ciutat de Robinson, a Detroit, i va obtenir un rècord d'espectadors. Robinson va controlar els primers assalts, però LaMotta va prendre el control en els últims assalts per fer seu el triomf.
Catorze dies després va boxejar davant Califòrnia Jackie Wilson, al que va guanyar per decisió en deu assalts, i set dies després, el 26 de febrer, i una altra vegada a Detroit, LaMotta i Robinson van tornar a barallar-se amb victòria per Robinson per decisió després de deu assalts. L'àrbitre Hennessey va donar per guanyador a Robinson per 51-49 punts (5-3-2 en assalts); l'àrbitre Fisher va donar per guanyador també a Robinson per 53-47 (6-2-2 en assalts); i finalment Lenahan va donar també per guanyador a Robinson 56-44 (8-1-1 en assalts). En el setè assalt Robinson va ser noquejat i es va aixecar quan l'àrbitre explicava nou. Després de la baralla Robinson va comentar que:
| « | Realment em va fer mal amb una esquerra en el setè assalt. Em vaig quedar una mica atordit i decidit per quedar-me a terra .... | » |

Després d'aquesta tercera baralla davant LaMotta, Robinson va guanyar dos combats més abans d'enfrontar-se al seu ídol de la infància, l'antic campió del món Henry Armstrong. El combat es va produir perquè Armstrong necessitava els diners encara que ja era una mica gran. Va tenir lloc en el Madison Square Garden i la victòria va ser per Robinson per decisió, després de deu assalts.
El 27 de febrer de 1943, Robinson va ser cridat a l'exèrcit dels Estats Units, on va tornar a anomenar-se Walker Smith, encara que va tenir una curta carrera militar perquè va acabar al cap de 15 mesos. Robinson va servir amb Joe Louis i van realitzar diversos combats d'exhibició davant les tropes americanes. Robinson va tenir diversos problemes amb militars i va discutir amb els superiors perquè creia que tenien un tracte discriminatori contra ell i va rebutjar realitzar més combats d'exhibició quan li van dir que els soldats afroamericans no tenien permís per veure'ls.
L'any 1944, Robinson va ser examinat per les autoritats militars, que van dir que tenia una deficiència mental. Robinson va travar una gran amistat amb Louis i van tenir negocis junts després de tornar del servei militar. Van voler començar un negoci de distribució de licor a Nova York, però els va ser denegada la llicència a causa de la seva raça.
L'any 1944, va tenir únicament cinc combats i tots ells contra rivals modestos. L'any 1945, després de tres victòries, va tornar a barallar davant Jake LaMotta, al que va guanyar per decisió unànime en deu assalts. Al maig va obtenir un empat davant José Bàssora després de deu assalts, i després altres quatre victòries entre les quals es troba una altra davant Jake LaMotta al que va guanyar per decisió dividida en 12 assalts després que els jutges dictaminessin una puntuació de 61-59, 57-63 i 61-59.

#### Campió del món wèlter

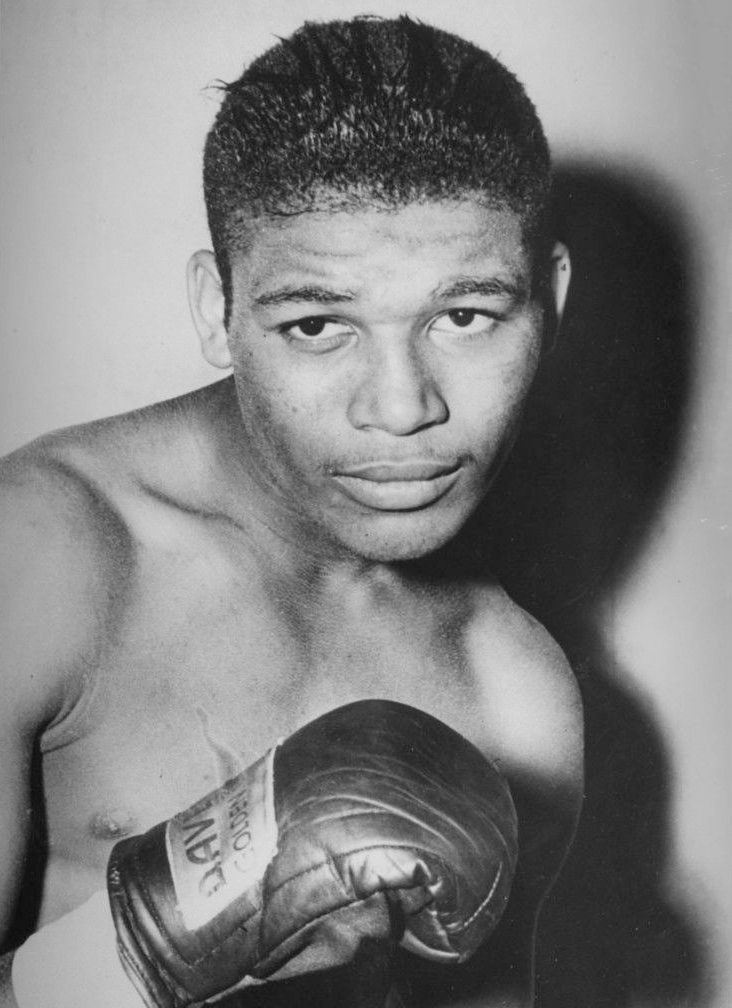
Sugar Ray Robinson l'any 1947

Al començar 1946, Robinson havia sostingut 75 combats en els quals havia acumulat 73 victòries amb una derrota i un empat, i havia batut als millors boxadors del moment en la divisió del pes wèlter. Aquest any va realitzar 16 combats, guanyant la majoria d'ells per KO en els primers assalts. No obstant això, havia refusat cooperar amb la Màfia, que controlava la major part de la boxa, i li van negar l'oportunitat de barallar-se pel títol del món. Finalment va tenir l'oportunitat de guanyar el títol davant Tommy Bell, el 20 de desembre de 1946. Robinson ja havia guanyat a Bell per decisió en 1945 i barallaven pel títol vacant que havia deixat Servo, al que havia guanyat Robinson en dues ocasions però sense el títol en joc. El mes anterior Robinson s'havia enfrontat a Artie Levine, al que va guanyar per KOt en el desè assalt, però després de caure a la lona ell també. Davant Bell, davant 15 670 persones, va tornar a ser tombat al segon assalt, però es va recuperar per guanyar, per decisió en 15 assalts, el títol mundial del pes wèlter.
Al següent any, després de quatre baralles sense el títol en joc, Robinson va defensar la seva corona per primera vegada davant Jimmy Doyle, al que va vèncer per KO en el vuitè assalt. La nit anterior al combat, Robinson havia somiat que mataria accidentalment a Doyle en el quadrilàter, per la qual cosa va voler cancel·lar la baralla. No obstant això, un sacerdot amic seu el va convèncer que havia estat un mal somni perquè barallés. Doyle va ser noquejat en el vuitè assalt i va morir de les ferides.
El 1948, Robinson va boxejar cinc vegades, però solo en una ocasió va posar el seu títol en joc. En un d'aquests combats va derrotar el futur campió mundial Kid Gavilán. Va ser un gran combat que va acabar en deu assalts amb alguna protesta pel resultat final. Gavilán va ferir moltes vegades a Robinson durant la baralla, però aquest va controlar bé el combat i en els últims assalts va impactar diverses sèries de jabs i de ganxos d'esquerra amb els quals va aconseguir la victòria.
L'any 1949, va barallar-se 16 vegades, però només va defensar el seu títol una vegada, davant Gavilán, en la revenja, i Robinson va tornar a guanyar el combat per decisió. La primera meitat del combat va ser molt igualada, però el final va ser dominat per Robinson, que va fer esperar a Gavilán dos anys per poder aconseguir el títol mundial wèlter. Aquest any Robinson va obtenir un altre empat davant Henry Brimm, que va aguantar els deu assalts i va aconseguir unes puntuacions de 5-5, 5-4 i 5-5.
L'any 1950, va boxejar en 19 ocasions defensant el seu títol una sola vegada davant Charley Fusari en la qual seria la seva última baralla pel títol wèlter. Aquest combat el va guanyar en quinze assalts als punts després de tombar a Fusari en una ocasió. Robinson va donar tota la recaptació del combat davant Fusari, per a la recerca del càncer.
Com a anècdota, al llarg del 1950 Robinson va boxejar davant George Costner, que també havia estat anomenat "Sugar". Costner abans de la baralla havia declarat que «serà millor que ens barallem, perquè aquesta és l'única forma». Quan els boxadors van ser presentats al centre del quadrilàter Robinson va dir:
| « | El seu nom no és Sugar, és el meu. | » |

Una vegada que va començar el combat Costner es va moure agressivament contra Robinson, aquest va contrarestar i quan es portaven 2 minuts i 49 segons una sèrie de cops de Robinson van tombar a Costner, que ja no es va aixecar.

#### Campió del món de pes mitjà

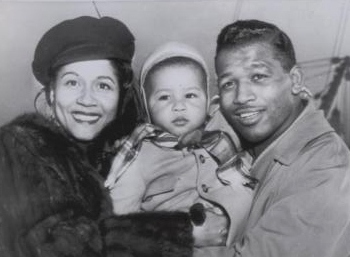
Sugar Ray Robinson amb la seva família l'any 1951

Robinson va declarar en la seva autobiografia que una de les raons més importants per canviar-se de pes va ser la dificultat cada vegada major que tenia per donar el pes wèlter (límit: 67 quilograms). El moviment també seria més beneficiós en l'aspecte financer, ja que la divisió dels mitjans tenia alguns dels millors boxadors de la història.
La seva primera baralla en els pesos mitjans va ser just abans de la seva última defensa del títol wèlter; va ser el 5 de juny de 1950 i es va enfrontar a Robert Villemain pel títol mitjà de l'estat de Pennsilvània. Aquest títol el va defensar en dues ocasions: la primera davant José Basora (davant el qual s'havia enfrontat l'any 1945, acabant el combat en empat), al que va guanyar fàcilment en el primer assalt després d'haver-lo tombat fins a quatre ocasions, batent així el rècord de rapidesa a finalitzar un combat (55 segons). La segona defensa la va realitzar davant Carl 'Babau' Olson, amb qui s'enfrontaria en diverses ocasions i al que va guanyar per KO en el dotzè assalt.
El 14 de febrer de 1951, Robinson i LaMotta es van trobar per sisena vegada. En aquesta ocasió el pes era diferent i per primera vegada s'enfrontaven amb un títol en joc, el títol mundial dels pesos mitjans. El combat es va anunciar com «La massacre del dia de Sant Valentí» i va ser guanyat per Robinson per un KO tècnic en l'assalt número 13. Robinson va boxejar des de fora a LaMotta durant els primers deu assalts, llançant a partir de llavors fortes combinacions durant els següents tres assalts, que noquejaren a LaMotta per primera vegada en els seus 95 combats professionals. Aquest combat i alguns dels altres sis que van enfrontar a Robinson i LaMotta van ser representats pel director Martin Scorsese en la seva pel·lícula Toro salvatge. LaMotta va dir més tard sobre els combats davant Robinson:
| « | He boxejat tants cops contra Sugar Ray, que no sé com no tinc diabetis. | » |

Després de guanyar el seu segon títol mundial, Robinson va emprendre una gira per Europa viatjant en el seu Cadillac rosa al costat d'un seguici de 13 persones, algunes incloses «només per riure». Va ser un heroi a França a causa de la seva recent victòria davant LaMotta, que anteriorment havia vençut al francès Marcel Cerdan l'any 1949, arrabassant-li així el seu títol de campió (Cerdan va morir en un accident quan anava a disputar la revenja davant LaMotta). Robinson va ser rebut pel President, en una cerimònia en la qual estava tota l'alta societat de França. Durant el seu combat a Berlín davant Gerhard Hecht, Robinson va ser desqualificat quan va noquejar al seu rival amb un cop en el ronyó, cop no permès a Europa, però sí als Estats Units. Finalment el combat va ser declarat nul.
Després de boxejar a França, Suïssa, Bèlgica, Alemanya i Itàlia, Robinson va tenir un combat a Londres, en el qual va exposar el seu títol del món. El seu rival seria l'anglès Randy Turpin, davant el qual va perdre en una sensacional baralla, als punts i en 15 assalts. Tres mesos més tard, el 12 de setembre de 1951 va tenir lloc la revenja davant 60 000 persones, però en aquesta ocasió a Nova York. Robinson va noquejar a Turpin en el desè assalt per recuperar el títol dels pesos mitjans. Liderava les targetes dels jutges, però va ser tallat per Turpin; això va fer perillar el combat, però Robinson el va tombar i a continuació va llançar una sèrie de cops que van fer a l'àrbitre parar el combat. Després de la victòria, els residents de Harlem van ballar als carrers. Robinson va guanyar el premi al millor boxador de l'any, una altra vegada aquest any 1951.
L'any 1952, va boxejar de nou davant Olson guanyant una altra vegada, per decisió unànime en 15 assalts. El següent combat va ser davant l'excampió mundial Rocky Graziano, al que va derrotar en tres assalts. Una vegada va acabar el combat va anunciar que renunciava al seu títol del pes mitjà i va barallar pel títol del pes semipesant davant el campió Joey Maxim en el Yankee Stadium. Per als jutges, Robinson guanyava la baralla, però la tremenda calor va tenir les seves conseqüències; l'àrbitre Ruby Goldstein va haver de ser atès i va deixar el seu lloc a Ray Miller. Després la calor va afectar Robinson, que no es va aixecar per començar l'assalt 14 i va ser derrotat. Va ser l'únic KO que va sofrir en la seva carrera.
Després d'aquest combat, Robinson es va retirar amb un rècord de 131 victòries, 3 derrotes, 2 empats i un nul, dedicant-se al món de l'espectacle. Després d'aproximadament tres anys, el declivi dels seus negocis i la manca d'èxit van fer a Robinson replantejar-se la seva tornada a la boxa.

#### Tornada

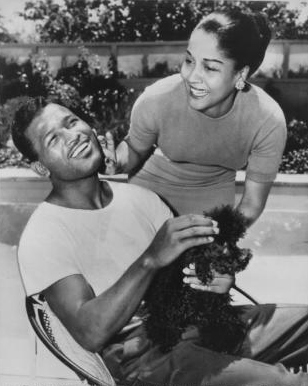
Sugar Ray Robinson amb la seva dona l'any 1956

L'any 1955, Robinson va retornar als quadrilàters després d'estar durant dos anys i mig absent. El seu treball com a ballarí el va mantenir en un bon estat físic; en la seva autobiografia comenta que en les setmanes abans del debut a França corria 8 quilòmetres cada matí i després a la nit estava cinc hores ballant. També va declarar que els entrenaments que va realitzar en el seu intent de fer una carrera com a ballarí van ser més difícils que alguns que va realitzar durant la seva carrera de boxador.
Aquest any va boxejar en set ocasions; en una d'elles va ser derrotat per decisió unànime en deu assalts davant Ralph 'Tiger' Jones. A partir d'aquesta derrota, que va ser la segona baralla de l'any, va guanyar a Johnny Lombardo, Ted Olla, Garth Panter i Rocky Castellani, davant el qual va ser tombat en el sisè assalt amb un compte de nou. Després d'aquesta victòria va reptar al campió mundial del pes mitjà, Carl 'Babau' Olson, davant el qual s'havia enfrontat en dues ocasions, vencent-ho en ambdues.
Olson va acceptar la revenja, però va ser derrotat per Robinson per KO en el segon assalt. Després de la seva reaparició, Robinson esperava ser nomenat una altra vegada boxador de l'any; no obstant això el títol el va guanyar el pes wèlter, Carmen Basilio. Robinson va declarar que va ser la decepció més gran de la seva carrera professional i va comentar en la seva autobiografia que:
| « | No ho he oblidat fins avui, i mai ho faré. | » |

L'any 1956, únicament va boxejar dues vegades, la primera davant Carl 'Babau' Olson per quarta vegada, al que va guanyar amb el títol en joc, amb un KO en el quart assalt, i davant Bob Provizzi, al que va guanyar per decisió unànime en deu assalts.
A l'any següent, Robinson va defensar el seu títol davant Gene Fullmer i el va perdre per decisió unànime en 15 assalts per una puntuació de 5-8, 6-9 i 5-10. Fullmer va usar la seva agressivitat per controlar a Robinson, al que va tombar durant el combat. Robinson, no obstant això, va notar que Fullmer era vulnerable al ganxo d'esquerra i en la revenja el va noquejar en el cinquè assalt per recuperar el seu títol mundial, a més del títol mundial de la National Boxing Association. Les apostes estaven a favor de Fullmer per 3-1. En els dos primers assalts Robinson va seguir a Fullmer al voltant del quadrilàter; no obstant això en el tercer va canviar la tàctica i va fer a Fullmer anar cap a ell. En el quart assalt Fullmer ja estava tocat i en el cinquè un ganxo d'esquerra el va tombar. Els crítics van denominar al cop que va tombar a Fullmer com "el cop perfecte". Va ser la primera ocasió en 44 combats que Fullmer havia estat noquejat i quan van preguntar a Robinson el lluny que havia arribat el seu ganxo va respondre:
| « | No ho puc dir, però ha rebut el missatge. | » |

La tercera baralla de l'any va ser davant Carmen Basilio, que havia pujat del pes wèlter al mitjà. La baralla es va realitzar al Yankee Stadium davant 38 000 persones. Després de 15 assalts els jutges van donar guanyador a Basilio per 9-6, 5-9 i 6-8 en el que fou anomenat «Combat de l'Any» per la revista The Ring.
A l'any següent es va programar la revenja al Chicago Stadium, amb el títol una altra vegada en joc i davant 19 000 persones que van veure el que fou una altra vegada "Combat de l'Any". Robinson va ferir aviat a Basilio en l'ull, que ja en el setè assalt el tenia totalment tancat. Al final dos jutges van veure guanyador a Robinson per 72-64 i 71-64 i l'altre jutge va veure guanyador a Basilio per 69-64 (aquesta decisió va ser esbroncada pel públic).

#### Declivi

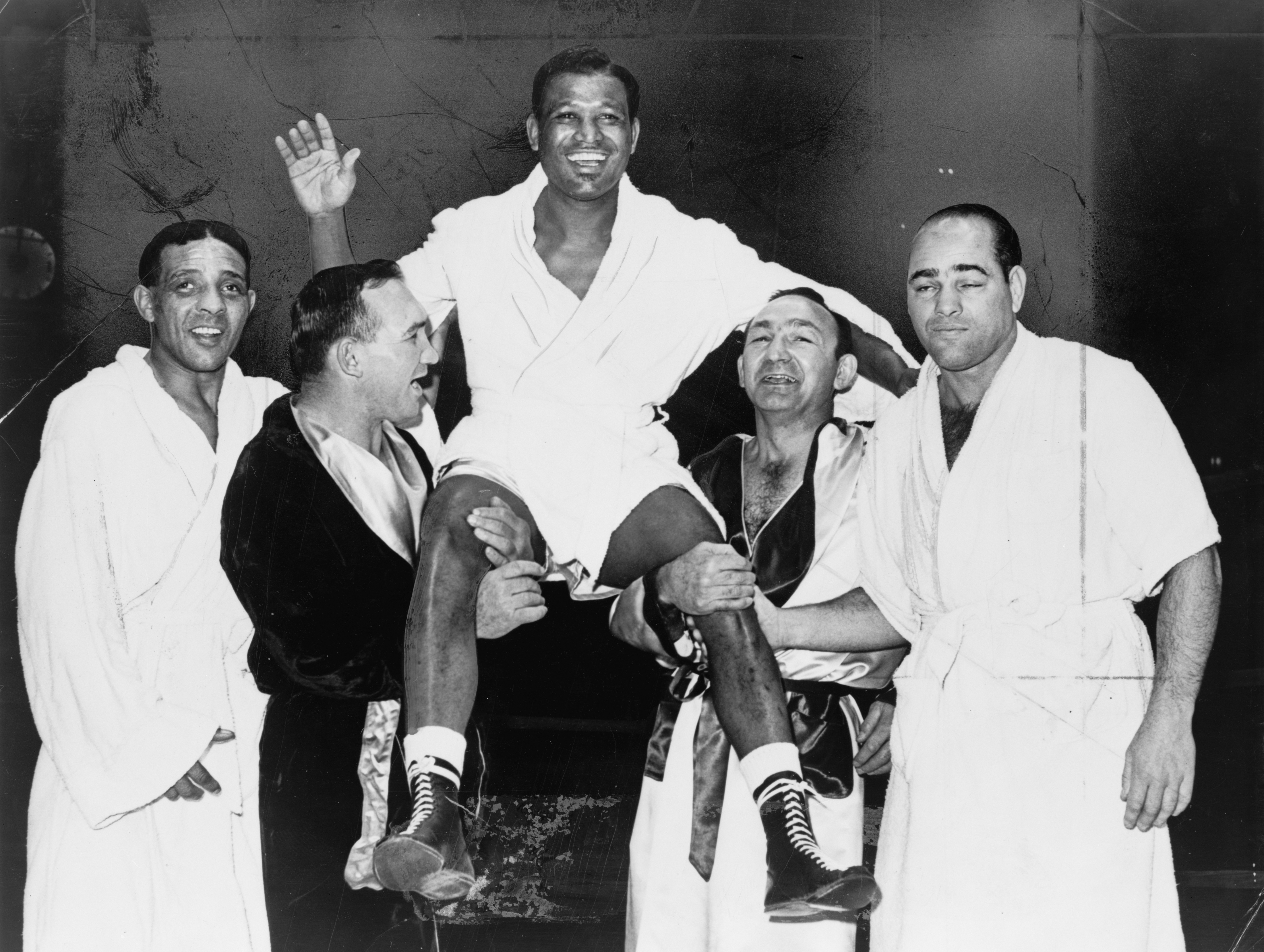
Sugar Ray Robinson l'any 1965.

A partir del combat davant Basilio la carrera de Robinson va anar declinant. L'any 1959 només va boxejar en una ocasió, a Boston, davant Bob Young, al que va noquejar en el segon assalt.
L'any 1960, va defensar el seu títol davant Paul Pender; era el favorit 5-1 en les apostes, però va perdre per decisió dividida en el Boston Garden davant 10 608 persones. L'endemà de la baralla, Pender va declarar que havia planificat començar a poc a poc. Robinson li va obrir l'ull en el vuitè assalt, però no va ser suficient per a un boxador ja envellit.
Després d'aquest combat va boxejar davant Tony Baldoni, al que va derrotar en el primer assalt com a preparació per a la revenja davant Pender en el Boston Garden, el 10 de juny. Amb el títol en joc i intentant guanyar el títol mundial per sisena vegada, Robinson va perdre en 15 assalts una altra vegada per decisió dividida, 146-144, 138-149 i 142-147.
Abans d'acabar l'any va tornar a boxejar, en aquesta ocasió davant Gene Fullmer pel títol mitjà de la National Boxing Association. El combat va acabar en empat als punts després de 15 assalts. En una nova revenja entre Robinson i Fullmer, una altra vegada amb el títol de l'NBA en joc, a l'any següent, la victòria va ser per Fullmer per decisió unànime en 15 assalts en el qual seria l'últim combat de Robinson amb un títol mundial en joc.
En la resta de l'any 1961 va boxejar en quatre ocasions, una per mes, i va vèncer en totes encara que no sense dificultats, ja que va ser tombat en diverses ocasions. Un d'aquests combats va ser davant el futur campió mundial Denny Moyer, al que va derrotar per decisió unànime. Sent favorit per 12-5 en les apostes, Robinson, que ja tenia 41 anys, va guanyar al jove Moyer, que únicament comptava amb 22. A l'any següent, en la revenja, Moyer va derrotar a Robinson als punts; totes les targetes dels jutges van marcar una puntuació de 7-3. En aquest any 1962, Robinson va boxejar cinc vegades més, perdent en dues d'elles davant Phil Moyer i Terry Downes, ambdues als punts. Després de guanyar tres combats l'any 1963, va ser derrotat novament per l'antic campió mundial i membre del Saló Internacional de la Fama de la Boxa Joey Giardello, que el va guanyar per decisió unànime. En el quart assalt, Robinson va ser tombat, però es va aixecar en el compte de nou. En el sisè assalt gairebé va caure novament, però es va refer, encara que va perdre amb puntuacions de 43-49, 43-47 i 45-48, en deu assalts. Després d'aquest combat va realitzar una altra gira per Europa des d'octubre fins a desembre per França i Bèlgica, va boxejar en cinc ocasions, va guanyar 4 i va empatar una.
Durant l'any 1964, va realitzar deu combats més que va resoldre amb set victòries, dos empats i una derrota. Els tres primers combats es van realitzar als Estats Units i la resta a Europa com a part d'una altra gira que va realitzar pel Regne Unit, França i Itàlia.
Robinson va boxejar per última vegada l'any 1965; el seu últim combat va ser amb Joey Archer, davant el qual va perdre per decisió unànime en deu assalts després de ser tombat al quart assalt. El famós escriptor esportiu Pete Hamill va comentar que la derrota de Robinson davant Archer havia estat una de les experiències més tristes de la seva vida. Havia estat derrotat sense haver danyat en absolut al seu rival, admetent aquest després del combat que havia estat la segona vegada en la seva carrera que havia tombat a algú. Les 9023 persones que estaven en el Civic Arena van ovacionar constantment a Robinson malgrat anar perdent.
L'11 de novembre de 1965, Robinson va anunciar la seva retirada definitiva de la boxa. Es va retirar amb un rècord de 202 combats realitzats, dels quals 175 van ser victòries, 19 van ser derrotes, 6 empats i 2 nuls amb 110 noquejats, que ho fan ser un dels líders de tots els temps en KO.

### Després de la boxa

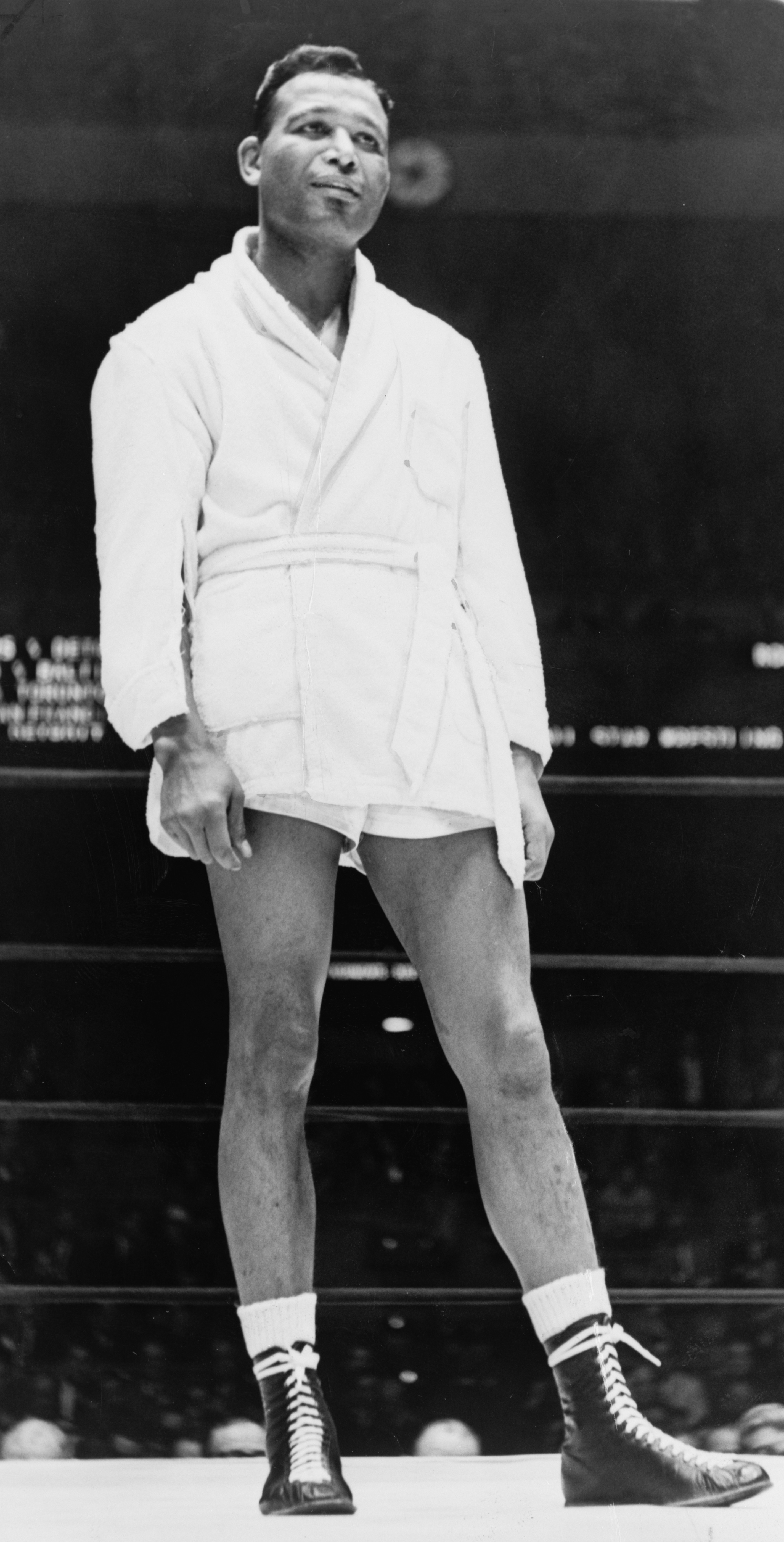
Nit Sugar Ray Robinson al Madison Square Garden.

A la seva autobiografia, Robinson va declarar que cap a l'any 1965 s'havia gastat els quatre milions de dòlars que havia guanyat en els quadrilàters. Un mes després de la seva última baralla, Robinson va ser homenatjat amb una "Nit Sugar Ray Robinson", una vetllada que va tenir lloc en el Madison Square Garden de Nova York el 10 de desembre de 1965. Durant la cerimònia va ser guardonat amb un enorme trofeu que no podia sostenir cap moble del seu petit apartament de Manhattan. Robinson va ser triat l'any 1967 per entrar en el Saló Internacional de la Fama de la Boxa, dos anys després de retirar-se. L'any 1969 va fundar l'Associació Juvenil Sugar Ray Robinson per a l'àrea de Los Angeles en la qual no es patrocina cap programa de boxa.
Se li va diagnosticar diabetis mellitus, que va ser tractada amb insulina, i en els seus últims anys també va patir la malaltia d'Alzheimer. Va morir a Los Angeles a l'edat de 67 anys, sent enterrat en el Cementiri Inglewood Park, a Inglewood, Califòrnia.

## Llegat

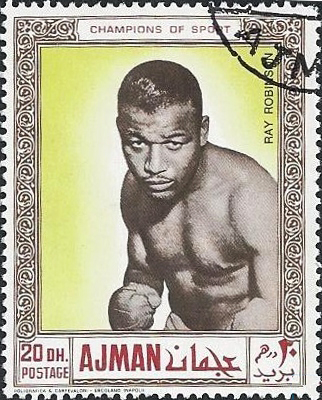
Segell d'Ajman de l'any 1969 amb la imatge de Sugar Ray Robinson

| « | Algú va dir una vegada que eran semblants Sugar Ray Leonard i Sugar Ray Robinson. Creieu-me, no hi ha comparació. Ray Robinson fou el més gran. (Sugar Ray Leonard) | » |

| « | El rei, el mestre, el meu ídol. (Muhammad Ali sobre Robinson) | » |

La frase «lliura per lliura» va ser creada per comentaristes esportius per a ell durant la seva carrera, com a manera de realitzar una comparació dels boxadors, independentment del pes. Fins i tot el Saló Internacional de la Fama de la Boxa, en el qual estan inclosos entre altres Muhammad Ali, Joe Louis i Sugar Ray Leonard, Robinson està classificat com el millor boxador lliura per lliura de la història.
L'any 1997, The Ring el va classificar com el millor boxador lliura per lliura de la història, i l'any 1999 va ser nomenat «pes wélter del segle» i «pes mitjà del segle» per l'Associated Press. L'any 2003,The Ring el va classificar el número 11 en la llista dels millors colpejadors de la història de la boxa. L'any 2007, ESPN va realitzar una llista de «els 50 majors boxadors de tots els temps», en el qual Robinson apareixia com el millor boxador de la història.
Robinson va ser un dels primers afroamericans a establir-se com a estrella fora del món de l'esport. Era una part important en l'escena social de Nova York, en els anys 1940 i 1950. El seu glamurós restaurant, Sugar Ray's, atreia famosos com Frank Sinatra, Jackie Gleason, Nat King Col·le, Joe Louis i Lena Horne.
Robinson també va ser conegut per la seva personalitat fora dels quadrilàters. Era elegant, tenia carisma i aptitud dramàtica, era cantant i ballarí. Segons Ron Flatter, de la ESPN, Robinson va ser el pioner a portar un grup d'acompanyants, com un secretari, el perruquer, el massatgista, un grup d'entrenadors, diverses dones, una mascota i el gerent de tota la vida, George Gainford.
Robinson va inspirar a diversos boxadors que li van agafar el sobrenom "Sugar" com a homenatge; per exemple, Sugar Ray Leonard i Sugar Shane Mosley.
En 2006, Robinson va sortir en un segell postal creat pels Estats Units amb un tiratge de 100 milions d'unitats.

## Registre professional
| 173 guanyats (108 knockouts), 19 derrotes (1 knockout), 6 empats, 2 sense decisió |          |                          |       |               |            |                                                              |                                                                    |
| Res.                                                                              | Registre | Rival                    | Tipus | Ronda, Temps  | Dia        | Lloc                                                         | Notes                                                              |
| Derrota                                                                           | 173-19-6 | Joey Archer              | UD    | 10            | 1965-11-10 | Civic Arena, Pittsburgh, Pennsilvània                        |                                                                    |
| Victòria                                                                          | 173-18-6 | Rudolph Bent             | KO    | 3 (10), 2:20  | 1965-10-20 | Community Arena, Steubenville, Ohio                          |                                                                    |
| Victòria                                                                          | 172-18-6 | Peter Schmidt            | UD    | 10            | 1965-10-01 | Cambria County War Memorial Arena, Johnstown, Pennsilvània   |                                                                    |
| Victòria                                                                          | 171-18-6 | Harvey McCullough        | UD    | 10            | 1965-09-23 | Filadelfia A.C., Filadèlfia, Pennsilvània                    |                                                                    |
| SD                                                                                | 170-18-6 | Neil Morrison            | SD    | 2 (10), 1:20  | 1965-09-15 | The Arena, Norfolk, Virgínia                                 |                                                                    |
| Derrota                                                                           | 170-18-6 | Stan Harrington          | UD    | 10            | 1965-08-10 | Hawaii International Center, Honolulu, Hawaii                |                                                                    |
| Victòria                                                                          | 170-17-6 | Harvey McCullough        | UD    | 10            | 1965-07-27 | Richmond Arena, Richmond, Virgínia                           |                                                                    |
| Derrota                                                                           | 169-17-6 | Ferd Hernández           | SD    | 10            | 1965-07-12 | Hacienda Hotel, Las Vegas, Nevada                            |                                                                    |
| Victòria                                                                          | 169-16-6 | Harvey McCullough        | UD    | 10            | 1965-06-24 | Washington Coliseum, Washington DC                           |                                                                    |
| Derrota                                                                           | 168-16-6 | Stan Harrington          | UD    | 10            | 1965-06-01 | HawaiiInternational Center, Honolulu, Hawaii                 |                                                                    |
| Derrota                                                                           | 168-15-6 | Memo Ayon                | SD    | 10            | 1965-05-24 | Memorial Auditorium, Tijuana, Baja California                |                                                                    |
| Victòria                                                                          | 168-14-6 | Rocky Randell            | KO    | 3 (10)        | 1965-04-28 | Norfolk Municipal Auditorium, Norfolk, Virgínia              |                                                                    |
| Victòria                                                                          | 167-14-6 | Earl Bastings            | KO    | 1 (10), 2:34  | 1965-04-03 | Sports Center, Savannah (Geòrgia)                            |                                                                    |
| Victòria                                                                          | 166-14-6 | Jimmy Beecham            | KO    | 2 (10), 1:48  | 1965-03-06 | National Stadium, Kingston                                   |                                                                    |
| Empat                                                                             | 165-14-6 | Fabio Bettini            | PTS   | 10            | 1964-11-27 | Palazzetto dello Sport, Roma, Lacio                          |                                                                    |
| Victòria                                                                          | 165-14-5 | Jean Beltritti           | PTS   | 10            | 1964-11-14 | Palais des Sports, Marsella, Bouches-du-Rhône                |                                                                    |
| Victòria                                                                          | 164-14-5 | Jean Baptiste Rolland    | PTS   | 10            | 1964-11-07 | Helitas Stadium, Caen, Calvados                              |                                                                    |
| Victòria                                                                          | 163-14-5 | Jackie Cailleau          | PTS   | 10            | 1964-10-24 | Palais des Sports, Niça, Alpes-Maritimes                     |                                                                    |
| Victòria                                                                          | 162-14-5 | Johnny Angel             | TKO   | 6 (8)         | 1964-10-12 | Hilton Hotel (Anglo American SC), Mayfair, Londres           |                                                                    |
| Victòria                                                                          | 161-14-5 | Yoland Leveque           | PTS   | 10            | 1964-09-28 | Palais des Sports, París                                     |                                                                    |
| Derrota                                                                           | 160-14-5 | Mick Leahy               | PTS   | 10            | 1964-09-03 | Paisley Ice Rink, Glasgow                                    |                                                                    |
| Empat                                                                             | 160-13-5 | Art Hernández            | PTS   | 10            | 1964-07-27 | Omaha Civic Auditorium, Omaha, Nebraska                      |                                                                    |
| Victòria                                                                          | 160-13-4 | Clarence Riley           | TKO   | 6 (10)        | 1964-07-08 | Wahconah Park, Pittsfield (Massachusetts)                    |                                                                    |
| Victòria                                                                          | 159-13-4 | Gaylord Barnes           | UD    | 10            | 1964-05-19 | Portland Exposition Building, Portland, Maine                |                                                                    |
| Victòria                                                                          | 158-13-4 | Armand Vanucci           | PTS   | 10            | 1963-12-09 | Palais des Sports, París                                     |                                                                    |
| Victòria                                                                          | 157-13-4 | Andre Davier             | PTS   | 10            | 1963-11-29 | Palais des Sports, Grenoble, Isère                           |                                                                    |
| Victòria                                                                          | 156-13-4 | Emiel Sarens             | KO    | 8 (10)        | 1963-11-16 | Palais des Sports, Brussel·les, regió de Brussel·les-Capital |                                                                    |
| Empat                                                                             | 155-13-4 | Fabio Bettini            | PTS   | 10            | 1963-11-09 | Palais des Sports, Lió,                                      |                                                                    |
| Victòria                                                                          | 155-13-3 | Armand Vanucci           | PTS   | 10            | 1963-10-14 | Palais des Sports, París                                     |                                                                    |
| Derrota                                                                           | 154-13-3 | Joey Giardello           | UD    | 10            | 1963-06-24 | Filadelfia Convention Hall, Filadèlfia, Pensilvania          |                                                                    |
| Victòria                                                                          | 154-12-3 | Maurice Rolbnet          | KO    | 3 (10)        | 1963-05-05 | Palais des Sports, Sherbrooke, Quebec                        |                                                                    |
| Victòria                                                                          | 153-12-3 | Billy Thornton           | KO    | 3 (10)        | 1963-03-11 | Lewiston Armory, Lewiston (Maine)                            |                                                                    |
| Victòria                                                                          | 152-12-3 | Bernie Reynolds          | KO    | 4 (10)        | 1963-02-25 | Estadi Quisqueya, Santo Domingo                              |                                                                    |
| Victòria                                                                          | 151-12-3 | Ralph Dupas              | SD    | 10            | 1963-01-30 | Miami Beach Convention Center, Miami Beach, Florida          |                                                                    |
| Victòria                                                                          | 150-12-3 | Georges Estatoff         | TKO   | 6 (10)        | 1962-11-10 | Palais des Sports, Lió, Rhône                                |                                                                    |
| Victòria                                                                          | 149-12-3 | Diego Infantes           | TKO   | 2 (10), 1:15  | 1962-10-17 | Stadthalle, Viena                                            |                                                                    |
| Derrota                                                                           | 148-12-3 | Terry Downes             | PTS   | 10            | 1962-09-25 | Empire Pool, Wembley (barri de Londres)                      |                                                                    |
| Derrota                                                                           | 148-11-3 | Phil Moyer               | SD    | 10            | 1962-07-09 | Los Angeles Sports Arena, Los Angeles, Califòrnia            |                                                                    |
| Victòria                                                                          | 148-10-3 | Bobby Lee                | KO    | 2 (10), 2:38  | 1962-04-27 | National Stadium, Port-of-Spain                              |                                                                    |
| Derrota                                                                           | 147-10-3 | Denny Moyer              | UD    | 10            | 1962-02-17 | Madison Square Garden, Estat de Nova York                    |                                                                    |
| Victòria                                                                          | 147-9-3  | Wilf Greaves             | KO    | 8 (10), 0:43  | 1961-12-08 | Civic Arena, Pittsburgh, Pennsilvània                        |                                                                    |
| Victòria                                                                          | 146-9-3  | Al Hauser                | TKO   | 6 (10), 1:59  | 1961-11-20 | Providence Auditorium, Providence (Rhode Island)             |                                                                    |
| Victòria                                                                          | 145-9-3  | Denny Moyer              | UD    | 10            | 1961-10-21 | Madison Square Garden, Nova York                             |                                                                    |
| Victòria                                                                          | 144-9-3  | Wilf Greaves             | SD    | 10            | 1961-09-25 | Convention Arena, Detroit, Míchigan                          |                                                                    |
| Derrota                                                                           | 143-9-3  | Gene Fullmer             | UD    | 15            | 1961-03-04 | Las Vegas Convention Center, Las Vegas, Nevada               |                                                                    |
| Empat                                                                             | 143-8-3  | Gene Fullmer             | PTS   | 15            | 1960-12-03 | Los Angeles Sports Arena, Los Angeles, Califòrnia            |                                                                    |
| Derrota                                                                           | 143-8-2  | Paul Pender              | SD    | 15            | 1960-06-10 | Boston Garden, Boston, Massachusetts                         | Disputa per títol mundial pes mitjà.                               |
| Victòria                                                                          | 143-7-2  | Tony Baldoni             | KO    | 1 (10), 1:40  | 1960-04-02 | Baltimore Coliseum, Baltimore, Maryland                      |                                                                    |
| Derrota                                                                           | 142-7-2  | Paul Pender              | SD    | 15            | 1960-01-22 | Boston Garden, Boston, Massachusetts                         | Perd títol mundial pes mitjà.                                      |
| Victòria                                                                          | 142-6-2  | Bob Young                | KO    | 2 (10), 1:18  | 1959-12-14 | Boston Garden, Boston, Massachusetts                         |                                                                    |
| Victòria                                                                          | 141-6-2  | Carmen Basilio           | SD    | 15            | 1958-03-25 | Chicago Stadium, Chicago, Illinois                           | Guanya títol mundial pes mitjà. Combat del any per The Ring (1958) |
| Derrota                                                                           | 140-6-2  | Carmen Basilio           | SD    | 15            | 1957-09-23 | Yankee Stadium, Bronx, Estat de Nova York                    | Perd títol mundial pes mitjà.Combat de l'any per The Ring (1957).  |
| Victòria                                                                          | 140-5-2  | Gene Fullmer             | KO    | 5 (15), 1:27  | 1957-05-01 | Chicago Stadium, Chicago, Illinois                           | Guanya títol mundial pes mitjà.                                    |
| Derrota                                                                           | 139-5-2  | Gene Fullmer             | UD    | 15            | 1957-01-02 | Madison Square Garden, Nova York                             | Perd títol mundial.                                                |
| Victòria                                                                          | 139-4-2  | Bob Provizzi             | UD    | 10            | 1956-11-10 | New Haven Arena, New Haven, Connecticut                      |                                                                    |
| Victòria                                                                          | 138-4-2  | Bobo Olson               | KO    | 4 (15), 2:51  | 1956-05-18 | Wrigley Field, Los Angeles, Califòrnia                       | Reté títol mundial pes mitjà.                                      |
| Victòria                                                                          | 137-4-2  | Bobo Olson               | KO    | 2 (15), 2:51  | 1955-12-09 | Chicago Stadium, Chicago, Illinois                           | Guanya títol mundial pes mitjà.                                    |
| Victòria                                                                          | 136-4-2  | Rocky Castellani         | SD    | 10            | 1955-07-22 | Cow Palace, San Francisco, Califòrnia                        |                                                                    |
| Victòria                                                                          | 135-4-2  | Garth Panter             | UD    | 10            | 1955-05-04 | Olympia Stadium, Detroit, Míchigan                           |                                                                    |
| Victòria                                                                          | 134-4-2  | Ted Olla                 | TKO   | 3 (10), 2:15  | 1955-04-14 | Milwaukee Arena, Milwaukee, Wisconsin                        |                                                                    |
| Victòria                                                                          | 133-4-2  | Johnny Lombardo          | SD    | 10            | 1955-03-29 | Cincinnati Gardens, Cincinnati, Ohio                         |                                                                    |
| Derrota                                                                           | 132-4-2  | Ralph Jones              | UD    | 10            | 1955-01-19 | Chicago Stadium, Chicago, Illinois                           |                                                                    |
| Victòria                                                                          | 132-3-2  | Joe Rindone              | KO    | 6 (10), 1:37  | 1955-01-05 | Olympia Stadium, Madison Square GardenMíchigan               |                                                                    |
| Derrota                                                                           | 131-3-2  | Joey Maxim               | TKO   | 14 (15)       | 1952-06-25 | Yankee Stadium, Bronx, Estat de Nova York                    | Baralla per títol mundial pes semipesant.                          |
| Victòria                                                                          | 131-2-2  | Rocky Graziano           | KO    | 3 (15), 1:53  | 1952-04-16 | Chicago Stadium, Chicago, Illinois                           | Reté títol mundial pes mitjà.                                      |
| Victòria                                                                          | 130-2-2  | Bobo Olson               | UD    | 15            | 1952-03-13 | San Francisco Civic Auditorium, San Francisco, Califòrnia    | Reté títol mundial pes mitjà.                                      |
| Victòria                                                                          | 129-2-2  | Randy Turpin             | TKO   | 10 (15)       | 1951-09-12 | Polo Grounds, Estat de Nova York                             | Guanya títol mundial pes mitjà.                                    |
| Derrota                                                                           | 128-2-2  | Randy Turpin             | PTS   | 15            | 1951-07-10 | Earls Court Arena, Kensington (barri de Londres)             | Perd títol mundial pes mitjà.                                      |
| Victòria                                                                          | 128-1-2  | Cyrille Delannoit        | RTD   | 3 (10)        | 1951-07-01 | Palazzetto dello Sport, Torí, Piemont                        |                                                                    |
| SD                                                                                | 127-1-2  | Gerhard Hecht            | SD    | 2 (10)        | 1951-06-24 | Waldbühne, Westend, Berlín                                   |                                                                    |
| Victòria                                                                          | 127-1-2  | Jean Walzack             | TKO   | 6 (10)        | 1951-06-16 | Palais des Sports, Lieja                                     |                                                                    |
| Victòria                                                                          | 126-1-2  | Jan de Bruin             | TKO   | 8 (10)        | 1951-06-10 | Sportpaleis, Anvers                                          |                                                                    |
| Victòria                                                                          | 125-1-2  | Jean Wanes               | UD    | 10            | 1951-05-26 | Sports Center, Zúric                                         |                                                                    |
| Victòria                                                                          | 124-1-2  | Kid Marcel               | TKO   | 5 (10)        | 1951-05-21 | Palais des Sports, París                                     |                                                                    |
| Victòria                                                                          | 123-1-2  | Don Ellis                | KO    | 1 (10), 1:36  | 1951-04-09 | Municipal Auditorium, Oklahoma City, Oklahoma                |                                                                    |
| Victòria                                                                          | 122-1-2  | Holly Mims               | UD    | 10            | 1951-04-05 | Miami Stadium, Miami, Florida                                |                                                                    |
| Victòria                                                                          | 121-1-2  | Jake LaMotta             | TKO   | 13 (15), 2:04 | 1951-02-14 | Chicago Stadium, Chicago, Illinois                           | Guanya títol mundial pes mitjà.                                    |
| Victòria                                                                          | 120-1-2  | Hans Stretz              | TKO   | 5 (10)        | 1950-12-25 | Haus der Technik, Frankfurt del Main, Hessen                 |                                                                    |
| Victòria                                                                          | 119-1-2  | Robert Villemain         | TKO   | 9 (10)        | 1950-12-22 | Palais des Sports, París                                     |                                                                    |
| Victòria                                                                          | 118-1-2  | Jean Walzack             | UD    | 10)           | 1950-12-16 | Pavillion Des Sports, Ginebra                                |                                                                    |
| Victòria                                                                          | 117-1-2  | Luc van Dam              | KO    | 4 (10)        | 1950-12-09 | Palais des Sports, Brussel·les, regió de Brussel·les-Capital |                                                                    |
| Victòria                                                                          | 116-1-2  | Jean Stock               | TKO   | 2 (10)        | 1950-11-27 | Palais des Sports, París                                     |                                                                    |
| Victòria                                                                          | 115-1-2  | Bobby Dykes              | MD    | 10            | 1950-11-08 | Chicago Stadium, Chicago, Illinois                           |                                                                    |
| Victòria                                                                          | 114-1-2  | Bobo Olson               | KO    | 12 (15), 1:19 | 1950-10-26 | Filadelfia Convention Hall, Filadèlfia, Pensilvania          |                                                                    |
| Victòria                                                                          | 113-1-2  | Joe Rindone              | TKO   | 6 (10), 0:55  | 1950-10-16 | Boston Garden, Boston, Massachusetts                         |                                                                    |
| Victòria                                                                          | 112-1-2  | Billy Brown              | UD    | 10            | 1950-09-04 | Coney Island Velodrome, Brooklyn, Estat de Nova York         |                                                                    |
| Victòria                                                                          | 111-1-2  | José Basora              | KO    | 1 (15), 0:55  | 1950-08-25 | Scranton Stadium, Scranton (Pennsilvània)                    |                                                                    |
| Victòria                                                                          | 110-1-2  | Charley Fusari           | PTS   | 15            | 1950-08-09 | Roosevelt Stadium, Jersey City, New Jersey                   | Reté títol mundial pes wèlter.                                     |
| Victòria                                                                          | 109-1-2  | Robert Villemain         | UD    | 15            | 1950-06-05 | Estadi Municipal de Filadèlfia, Filadèlfia, Pensilvania      |                                                                    |
| Victòria                                                                          | 108-1-2  | Ray Barnes               | UD    | 10            | 1950-04-28 | Olympia Stadium, Madison Square GardenMíchigan               |                                                                    |
| Victòria                                                                          | 107-1-2  | Cliff Beckett            | TKO   | 3 (10), 1:45  | 1950-04-21 | Memorial Hall, Columbus, Ohio                                |                                                                    |
| Victòria                                                                          | 106-1-2  | George Costner           | KO    | 1 (10), 2:49  | 1950-03-22 | Filadelfia Convention Hall, Filadèlfia, Pensilvania          |                                                                    |
| Victòria                                                                          | 105-1-2  | Jean Walzack             | UD    | 10            | 1950-02-27 | Saint Louis Arena, Saint Louis (Missouri)                    |                                                                    |
| Victòria                                                                          | 104-1-2  | Aaron Wade               | KO    | 3 (10)        | 1950-02-22 | Municipal Auditorium, Savannah (Geòrgia)                     |                                                                    |
| Victòria                                                                          | 103-1-2  | Al Mobley                | TKO   | 6 (10)        | 1950-02-13 | Coliseum Arena, Miami, Florida                               |                                                                    |
| Victòria                                                                          | 102-1-2  | George LaRover           | TKO   | 4 (10)        | 1950-01-30 | New Haven Arena, New Haven, Connecticut                      |                                                                    |
| Victòria                                                                          | 101-1-2  | Vern Lester              | KO    | 5 (10), 0:12  | 1949-11-13 | Coliseum Arena, New Orleans, Luisiana                        |                                                                    |
| Victòria                                                                          | 100-1-2  | Don Lee                  | UD    | 10            | 1949-11-09 | Denver Auditorium Arena, Denver, Colorado                    |                                                                    |
| Victòria                                                                          | 99-1-2   | Charley Dodson           | KO    | 3 (10), 0:20  | 1949-09-12 | City Auditorium, Houston, Texas                              |                                                                    |
| Victòria                                                                          | 98-1-2   | Benny Evans              | KO    | 5 (10), 2:56  | 1949-09-09 | Omaha Civic Auditorium, Omaha, Nebraska                      |                                                                    |
| Victòria                                                                          | 97-1-2   | Steve Belloise           | TKO   | 7 (10)        | 1949-08-24 | Yankee Stadium, Bronx, Estat de Nova York                    |                                                                    |
| Victòria                                                                          | 96-1-2   | Kid Gavilán              | UD    | 15            | 1949-07-11 | Estadi Municipal de Filadèlfia, Filadèlfia, Pensilvania      | Reté títol mundial pes wèlter.                                     |
| Victòria                                                                          | 95-1-2   | Cecil Hudson             | KO    | 5 (10)        | 1949-06-20 | Rhode Island Auditorium, Providence, Rhode Island            |                                                                    |
| Victòria                                                                          | 94-1-2   | Freddie Flores           | TKO   | 3 (10), 2:41  | 1949-06-07 | Page Arena, New Bedford, Massachusetts                       |                                                                    |
| Victòria                                                                          | 93-1-2   | Earl Turner              | TKO   | 8 (10), 1:51  | 1949-04-20 | Oakland Auditorium, Oakland, Califòrnia                      |                                                                    |
| Victòria                                                                          | 92-1-2   | Don Lee                  | UD    | 10            | 1949-04-11 | Omaha Civic Auditorium, Omaha, Nebraska                      |                                                                    |
| Victòria                                                                          | 91-1-2   | Bobby Lee                | UD    | 10            | 1949-03-25 | Chicago Stadium, Chicago, Illinois                           |                                                                    |
| Empat                                                                             | 90-1-2   | Henry Brimm              | PTS   | 10            | 1949-02-15 | Buffalo Memorial Auditorium, Buffalo, Estat de Nova York     |                                                                    |
| Victòria                                                                          | 90-1-1   | Young Gene Buffalo       | KO    | 1 (10)        | 1949-02-10 | West Side Armory, Kingston, Pensilvania                      |                                                                    |
| Victòria                                                                          | 89-1-1   | Bobby Lee                | UD    | 10            | 1948-11-15 | Filadelfia Arena, Filadèlfia, Pensilvania                    |                                                                    |
| Victòria                                                                          | 88-1-1   | Kid Gavilán              | UD    | 10            | 1948-09-23 | Yankee Stadium, Bronx, Estat de Nova York                    |                                                                    |
| Victòria                                                                          | 87-1-1   | Bernard Docusen          | UD    | 15            | 1948-06-28 | Comiskey Park, Chicago, Illinois                             | Reté títol mundial pes wèlter.                                     |
| Victòria                                                                          | 86-1-1   | Henry Brimm              | UD    | 10            | 1948-03-16 | Buffalo Memorial Auditorium, Buffalo, Estat de Nova York     |                                                                    |
| Victòria                                                                          | 85-1-1   | Ossie Harris             | UD    | 10            | 1948-03-04 | Toledo Sports Arena, Toledo, Ohio                            |                                                                    |
| Victòria                                                                          | 84-1-1   | Chuck Taylor             | TKO   | 6 (15), 2:07  | 1947-12-19 | Olympia Stadium, Madison Square GardenMichigan               | Reté títol mundial pes wèlter.                                     |
| Victòria                                                                          | 83-1-1   | Billy Nixon              | TKO   | 6 (10), 2:10  | 1947-12-10 | Elizabeth Armory, Elizabeth (Nova Jersey)                    |                                                                    |
| Victòria                                                                          | 82-1-1   | California Jackie Wilson | TKO   | 7 (10), 1:35  | 1947-10-28 | Olympic Auditorium, Los Angeles, Califòrnia                  |                                                                    |
| Victòria                                                                          | 81-1-1   | Flashy Sebastian         | KO    | 1 (10), 1:02  | 1947-08-29 | Madison Square Garden, Nova York                             |                                                                    |
| Victòria                                                                          | 80-1-1   | Sammy Secreet            | KO    | 1 (10), 1:02  | 1947-08-21 | Rubber Bowl, Akron, Ohio                                     |                                                                    |
| Victòria                                                                          | 79-1-1   | Jimmy Doyle              | TKO   | 8 (15), 1:02  | 1947-06-24 | Cleveland Arena, Cleveland, Ohio                             | Reté títol mundial pes wèlter.Doyle mor després del combat.        |
| Victòria                                                                          | 78-1-1   | Georgie Abrams           | SD    | 10            | 1947-05-16 | Madison Square Garden, Nova York                             |                                                                    |
| Victòria                                                                          | 77-1-1   | Eddie Finazzo            | TKO   | 4 (10), 2:30  | 1947-04-08 | Memorial Hall, Kansas City, Kansas                           |                                                                    |
| Victòria                                                                          | 76-1-1   | Freddie Wilson           | KO    | 3 (10)        | 1947-04-03 | Akron Armory, Akron, Ohio                                    |                                                                    |
| Victòria                                                                          | 75-1-1   | Bernie Miller            | TKO   | 3 (10), 1:32  | 1947-03-27 | Dorsey Park, Miami, Florida                                  |                                                                    |
| Victòria                                                                          | 74-1-1   | Tommy Bell               | UD    | 15            | 1946-12-20 | Madison Square Garden, Nova York                             | Guanya títol mundial pes wèlter.                                   |
| Victòria                                                                          | 73-1-1   | Artie Levine             | KO    | 10 (10), 2:41 | 1946-11-06 | Cleveland Arena, Cleveland, Ohio                             |                                                                    |
| Victòria                                                                          | 72-1-1   | Cecil Hudson             | KO    | 6 (10), 2:58  | 1946-11-01 | Olympia Stadium, Detroit, Míchigan                           |                                                                    |
| Victòria                                                                          | 71-1-1   | Ossie Harris             | PTS   | 10            | 1946-10-07 | Duquesne Gardens, Pittsburgh, Pensilvania                    |                                                                    |
| Victòria                                                                          | 70-1-1   | Sidney Miller            | KO    | 3 (10), 1:52  | 1946-09-25 | Twin City Bowl, Elizabeth (Nova Jersey)                      |                                                                    |
| Victòria                                                                          | 69-1-1   | Vinnie Vines             | KO    | 6 (10), 2:46  | 1946-08-15 | Hawkins Stadium, Albany, Estat de Nova York                  |                                                                    |
| Victòria                                                                          | 68-1-1   | Joe Curcio               | KO    | 2 (10), 0:10  | 1946-07-12 | Madison Square Garden, Nova York                             |                                                                    |
| Victòria                                                                          | 67-1-1   | Norman Rubio             | PTS   | 10            | 1946-06-25 | Roosevelt Stadium, Union City, New Jersey                    |                                                                    |
| Victòria                                                                          | 66-1-1   | Freddie Wilson           | KO    | 2 (10), 2:00  | 1946-06-12 | Worcester Auditorium, Worcester, Massachusetts               |                                                                    |
| Victòria                                                                          | 65-1-1   | Freddie Flores           | KO    | 5 (10), 2:52  | 1946-03-21 | Golden Gate Arena, Nova York, Estat de Nova York             |                                                                    |
| Victòria                                                                          | 64-1-1   | Izzy Jannazzo            | UD    | 10            | 1946-03-14 | Fifth Regiment Armory, Baltimore, Maryland                   |                                                                    |
| Victòria                                                                          | 63-1-1   | Sammy Angott             | UD    | 10            | 1946-03-04 | Duquesne Gardens, Pittsburgh, Pensilvania                    |                                                                    |
| Victòria                                                                          | 62-1-1   | Cliff Beckett            | KO    | 4 (10)        | 1946-02-27 | Saint Louis Arena, Saint Louis, Missouri                     |                                                                    |
| Victòria                                                                          | 61-1-1   | O'Neill Bell             | KO    | 2 (10), 1:01  | 1946-02-15 | Olympia Stadium, Madison Square GardenMíchigan               |                                                                    |
| Victòria                                                                          | 60-1-1   | Tony Riccio              | TKO   | 4 (10), 2:16  | 1946-02-05 | Elizabeth Armory, Elizabeth (Nova Jersey)                    |                                                                    |
| Victòria                                                                          | 59-1-1   | Dave Clark               | TKO   | 2 (10), 2:22  | 1946-01-14 | Duquesne Gardens, Pittsburgh, Pensilvania                    |                                                                    |
| Victòria                                                                          | 58-1-1   | Vic Dellicurti           | UD    | 10            | 1945-12-04 | Boston Garden, Boston, Massachusetts                         |                                                                    |
| Victòria                                                                          | 57-1-1   | Jake LaMotta             | SD    | 12            | 1945-09-26 | Comiskey Park, Chicago, Illinois                             |                                                                    |
| Victòria                                                                          | 56-1-1   | Jimmy Mandell            | TKO   | 5 (10), 1:31  | 1945-09-18 | Buffalo Memorial Auditorium, Buffalo, Estat de Nova York     |                                                                    |
| Victòria                                                                          | 55-1-1   | Jimmy McDaniels          | TKO   | 2 (10), 1:23  | 1945-06-15 | Madison Square Garden, Nova York                             |                                                                    |
| Empat                                                                             | 54-1-1   | José Basora              | PTS   | 10            | 1945-05-14 | Filadelfia Convention Hall, Filadèlfia, Pensilvania          |                                                                    |
| Victòria                                                                          | 54-1     | Jake LaMotta             | UD    | 10            | 1945-02-23 | Madison Square Garden, Nova York                             |                                                                    |
| Victòria                                                                          | 53-1     | George Costner           | KO    | 1 (10), 2:55  | 1945-02-14 | Chicago Stadium, Chicago, Illinois                           |                                                                    |
| Victòria                                                                          | 52-1     | Tommy Bell               | UD    | 10            | 1945-01-16 | Cleveland Arena, Cleveland, Ohio                             |                                                                    |
| Victòria                                                                          | 51-1     | Billy Furrone            | TKO   | 2 (10), 2:28  | 1945-01-10 | Uline Arena, Washington DC                                   |                                                                    |
| Victòria                                                                          | 50-1     | George Martin            | TKO   | 8 (10)        | 1944-12-22 | Boston Garden, Boston, Massachusetts                         |                                                                    |
| Victòria                                                                          | 49-1     | Sheik Rangel             | TKO   | 2 (10), 2:50  | 1944-12-12 | Filadelfia Convention Hall, Filadèlfia, Pensilvania          |                                                                    |
| Victòria                                                                          | 48-1     | Vic Dellicurti           | UD    | 10            | 1944-11-24 | Olympia Stadium, Madison Square GardenMíchigan               |                                                                    |
| Victòria                                                                          | 47-1     | Lou Woods                | TKO   | 9 (10)        | 1944-10-27 | Chicago Stadium, Chicago, Illinois                           |                                                                    |
| Victòria                                                                          | 46-1     | Izzy Jannazzo            | TKO   | 2 (10), 1:10  | 1944-10-13 | Boston Garden, Boston, Massachusetts                         |                                                                    |
| Victòria                                                                          | 45-1     | Henry Armstrong          | UD    | 10            | 1943-08-27 | Madison Square Garden, Nova York                             |                                                                    |
| Victòria                                                                          | 44-1     | Ralph Zannelli           | UD    | 10            | 1943-07-01 | Boston Garden, Boston, Massachusetts                         |                                                                    |
| Victòria                                                                          | 43-1     | Freddie Cabral           | KO    | 1 (10), 2:20  | 1943-04-30 | Boston Garden, Boston, Massachusetts                         |                                                                    |
| Victòria                                                                          | 42-1     | Jake LaMotta             | UD    | 10            | 1943-02-26 | Olympia Stadium, Madison Square GardenMíchigan               |                                                                    |
| Victòria                                                                          | 41-1     | California Jackie Wilson | MD    | 10            | 1943-02-19 | Madison Square Garden, Nova York                             |                                                                    |
| Derrota                                                                           | 40-1     | Jake LaMotta             | UD    | 10            | 1943-02-05 | Olympia Stadium, Madison Square GardenMíchigan               |                                                                    |
| Victòria                                                                          | 40-0     | Al Nettlow               | TKO   | 3 (10)        | 1942-12-14 | Filadelfia Convention Hall, Filadèlfia, Pensilvania          |                                                                    |
| Victòria                                                                          | 39-0     | Izzy Jannazzo            | TKO   | 8 (10), 2:43  | 1942-12-01 | Cleveland Arena, Cleveland, Ohio                             |                                                                    |
| Victòria                                                                          | 38-0     | Vic Dellicurti           | UD    | 10            | 1942-11-06 | Madison Square Garden, Nova York                             |                                                                    |
| Victòria                                                                          | 37-0     | Izzy Jannazzo            | UD    | 10            | 1942-10-19 | Filadelfia Arena, Filadèlfia, Pensilvania                    |                                                                    |
| Victòria                                                                          | 36-0     | Jake LaMotta             | UD    | 10            | 1942-10-02 | Madison Square Garden, Nova York                             |                                                                    |
| Victòria                                                                          | 35-0     | Tony Motisi              | KO    | 1 (10), 2:41  | 1942-08-27 | Comiskey Park, Chicago, Illinois                             |                                                                    |
| Victòria                                                                          | 34-0     | Reuben Shank             | KO    | 2 (10), 2:26  | 1942-08-21 | Madison Square Garden, Nova York                             |                                                                    |
| Victòria                                                                          | 33-0     | Sammy Angott             | UD    | 10            | 1942-07-31 | Madison Square Garden, Nova York                             |                                                                    |
| Victòria                                                                          | 32-0     | Marty Servo              | SD    | 10            | 1942-05-28 | Madison Square Garden, Nova York                             |                                                                    |
| Victòria                                                                          | 31-0     | Dick Banner              | KO    | 2 (10)        | 1942-04-30 | Minneapolis Armory, Minneapolis, Minnesota                   |                                                                    |
| Victòria                                                                          | 30-0     | Harvey Dubs              | TKO   | 6 (10)        | 1942-04-17 | Olympia Stadium, Madison Square GardenMíchigan               |                                                                    |
| Victòria                                                                          | 29-0     | Norman Rubio             | TKO   | 8 (12)        | 1942-03-20 | Madison Square Garden, Nova York                             |                                                                    |
| Victòria                                                                          | 28-0     | Maxie Berger             | TKO   | 2 (12), 1:43  | 1942-02-20 | Madison Square Garden, Nova York                             |                                                                    |
| Victòria                                                                          | 27-0     | Fritzie Zivic            | TKO   | 10 (12), 0:31 | 1942-01-16 | Madison Square Garden, Nova York                             |                                                                    |
| Victòria                                                                          | 26-0     | Fritzie Zivic            | UD    | 10            | 1941-10-31 | Madison Square Garden, Nova York                             |                                                                    |
| Victòria                                                                          | 25-0     | Marty Servo              | UD    | 10            | 1941-09-25 | Filadelfia Convention Hall, Filadèlfia, Pensilvania          |                                                                    |
| Victòria                                                                          | 24-0     | Maxie Shapiro            | TKO   | 3 (10), 2:04  | 1941-09-19 | Madison Square Garden, Estat de Nova York                    |                                                                    |
| Victòria                                                                          | 23-0     | Maurice Arnault          | TKO   | 1 (8), 1:29   | 1941-08-29 | Atlantic City Convention Hall, Atlantic City (Nova Jersey)   |                                                                    |
| Victòria                                                                          | 22-0     | Carl Guggino             | TKO   | 3 (8), 2:47   | 1941-08-27 | Queensboro Arena, Queens, Estat de Nova York                 |                                                                    |
| Victòria                                                                          | 21-0     | Sammy Angott             | UD    | 10            | 1941-07-21 | Shibe Park, Filadèlfia, Pensilvania                          | Angott poseía el títol mundial pes lleuger, pero no l'exponía.     |
| Victòria                                                                          | 20-0     | Pete Lello               | TKO   | 4 (8), 1:48   | 1941-07-02 | Polo Grounds, Estat de Nova York                             |                                                                    |
| Victòria                                                                          | 19-0     | Mike Evans               | KO    | 2 (8), 0:52   | 1941-06-16 | Shibe Park, Filadèlfia, Pensilvania                          |                                                                    |
| Victòria                                                                          | 18-0     | Nick Castiglione         | KO    | 1 (10), 1:21  | 1941-05-19 | Filadelfia Arena, Filadèlfia, Pensilvania                    |                                                                    |
| Victòria                                                                          | 17-0     | Victor Troise            | TKO   | 1 (8), 2:39   | 1941-05-10 | Ridgewood Grove, Brooklyn, Estat de Nova York                |                                                                    |
| Victòria                                                                          | 16-0     | Joe Ghnouly              | TKO   | 3 (8), 2:07   | 1941-04-30 | Uline Arena, Washington DC                                   |                                                                    |
| Victòria                                                                          | 15-0     | Charley Burns            | KO    | 1 (10)        | 1941-04-24 | Waltz Dream Arena, Atlantic City (Nova Jersey)               |                                                                    |
| Victòria                                                                          | 14-0     | Jimmy Tygh               | TKO   | 1 (10), 1:51  | 1941-04-14 | Filadelfia Arena, Filadèlfia, Pensilvania                    |                                                                    |
| Victòria                                                                          | 13-0     | Jimmy Tygh               | KO    | 8 (10), 1:13  | 1941-03-03 | Filadelfia Arena, Filadèlfia, Pensilvania                    |                                                                    |
| Victòria                                                                          | 12-0     | Gene Spencer             | TKO   | 5 (6)         | 1941-02-27 | Olympia Stadium, Madison Square GardenMíchigan               |                                                                    |
| Victòria                                                                          | 11-0     | Bobby McIntire           | UD    | 6             | 1941-02-21 | Madison Square Garden, Nova York                             |                                                                    |
| Victòria                                                                          | 10-0     | Benny Cartagena          | KO    | 1 (6), 1:33   | 1941-02-08 | Ridgewood Grove, Brooklyn, Estat de Nova York                |                                                                    |
| Victòria                                                                          | 9-0      | George Zengaras          | PTS   | 6             | 1941-01-31 | Madison Square Garden, Nova York                             |                                                                    |
| Victòria                                                                          | 8-0      | Frankie Wallace          | TKO   | 1 (6), 2:10   | 1941-01-13 | Filadelfia Arena, Filadèlfia, Pensilvania                    |                                                                    |
| Victòria                                                                          | 7-0      | Harry LaBarba            | KO    | 1 (6), 0:40   | 1941-01-04 | Ridgewood Grove, Brooklyn, Estat de Nova York                |                                                                    |
| Victòria                                                                          | 6-0      | Oliver White             | TKO   | 3 (4)         | 1940-12-13 | Madison Square Garden, Estat de Nova York                    |                                                                    |
| Victòria                                                                          | 5-0      | Norment Quarles          | TKO   | 4 (8), 0:56   | 1940-12-09 | Filadelfia Arena, Filadèlfia, Pensilvania                    |                                                                    |
| Victòria                                                                          | 4-0      | Bobby Woods              | KO    | 1 (6), 1:31   | 1940-11-11 | Filadelfia Arena, Filadèlfia, Pensilvania                    |                                                                    |
| Victòria                                                                          | 3-0      | Mitsos Grispos           | UD    | 6             | 1940-10-22 | New York Coliseum, Bronx, Estat de Nova York                 |                                                                    |
| Victòria                                                                          | 2-0      | Silent Stafford          | TKO   | 2 (4)         | 1940-10-08 | Municipal Auditorium, Savannah (Geòrgia)                     |                                                                    |
| Victòria                                                                          | 1-0      | Joe Echevarria           | TKO   | 2 (4), 0:51   | 1940-10-04 | Madison Square Garden, Estat de Nova York                    | Debut profesional.                                                 |